# Barling
Barling est une ville du comté de Sebastian, dans l’État de l’Arkansas, aux États-Unis. Sa population s’élevait à 4 649 habitants lors du recensement de 2010.
Barling fait partie de l’agglomération de Fort Smith.

## Démographie
| 1960 | 1970  | 1980  | 1990  | 2000  | 2010  |
| ---- | ----- | ----- | ----- | ----- | ----- |
| 770  | 1 739 | 3 761 | 4 078 | 4 176 | 4 649 |

## Source
- (en) Cet article est partiellement ou en totalité issu de l’article de Wikipédia en anglais intitulé « Barling, Arkansas » (voir la liste des auteurs).